# Анжику
Анжику (порт. Angico) — муниципалитет в Бразилии, входит в штат Токантинс. Составная часть мезорегиона Западный Токантинс. Входит в экономико-статистический микрорегион Бику-ду-Папагаю. Население составляет  3 175 человек на 2010 год. Занимает площадь 451,733 км². Плотность населения — 7,03 чел./км².

## Демография
Согласно сведениям, собранным в ходе переписи 2010 г. Национальным институтом географии и статистики (IBGE), население муниципалитета составляет:
| Полное население                               | Полное население                               | Полное население                               | Полное население                               | 3 175 |
| ---------------------------------------------- | ---------------------------------------------- | ---------------------------------------------- | ---------------------------------------------- | ----- |
| в том числе:                                   | Городское население                            | 1 938                                          | Процент городского населения, %                | 61,04 |
|                                                | Сельское население                             | 1 237                                          | Процент сельского населения, %                 | 38,96 |
|                                                | Мужское население                              | 1 673                                          | Процент мужского населения, %                  | 52,69 |
|                                                | Женское население                              | 1 502                                          | Процент женского населения, %                  | 47,31 |
| Плотность населения, чел/км²                   | Плотность населения, чел/км²                   | Плотность населения, чел/км²                   | Плотность населения, чел/км²                   | 7,03  |
| Население муниципалитета в % к населению штата | Население муниципалитета в % к населению штата | Население муниципалитета в % к населению штата | Население муниципалитета в % к населению штата | 0,23  |

По данным оценки 2016 года население муниципалитета составляет 3 379 жителей.

## Статистика
- Валовой внутренний продукт на 2003 составляет 5.115.527,00 реалов (данные: Бразильский институт географии и статистики).
- Валовой внутренний продукт на душу населения на 2003 составляет 1.767,63 реалов (данные: Бразильский институт географии и статистики).
- Индекс развития человеческого потенциала на 2000 составляет 0,668 (данные: Программа развития ООН).

## Важнейшие населенные пункты
| № | Населённый пункт | Населённый пункт (порт.) | Категория | Население чел. (2010) | На карте                       |
| - | ---------------- | ------------------------ | --------- | --------------------- | ------------------------------ |
| 1 | Анжику           | Angico                   | город     | 1938                  | 6°23′28″ ю. ш. 47°51′57″ з. д. |
| 2 | Тамборил         | Tamboril                 | поселок   | 333                   | 6°33′03″ ю. ш. 47°59′25″ з. д. |
| 3 | Мату-Редонду     | Mato Redondo             | поселок   | 259                   | 6°24′42″ ю. ш. 47°51′10″ з. д. |